# Sushen
Die Sushen (chinesisch 肅愼 / 肃慎, Pinyin Sùshèn), auch Xishen (息慎) oder Jishen (稷慎) waren frühe Bewohner von Gebieten der heutigen Provinzen Jilin und Heilongjiang in Nordostchina. Sie lebten nördlich des Changbai-Gebirges bis zur Songnen-Ebene im Westen, nach Norden bis zum großen Gebiet des Mittel- und Unterlaufs des Amur (Heilong Jiang). Wichtige Wirtschaftsfaktoren waren Jagd und Fischerei, in der Songnen-Ebene begann erste Landwirtschaft. Sie werden bereits in frühen chinesischen Aufzeichnungen erwähnt. Sie standen in der Zeit der Westlichen Zhou-Dynastie in engem Austausch mit den Gebieten der Zentralchinesischen Ebene und hatten Beziehungen mit dem nördlichen Lehnsstaat Yan 燕. Nach dem Sieg des Zhou-Königs Wu über die Shang standen Suzhou-Vertreter auf der Liste der Gratulanten. Chinesischen Geschichtswerke berichten, dass sie später Yilou (挹婁/挹娄 Yìlóu) genannt wurden. In der Zeit der Östlichen Zhou-Dynastie sagte eine Konkubine von Zhou-König Jing (周景王): "肃慎、燕、亳，吾之北土也 (dt.: Sushen, Yan und Bo sind unsere nördlichen Gebiete.).

### Nachschlagewerke
- Cihai („Meer der Wörter“), Shanghai cishu chubanshe, Shanghai 2002, ISBN 7-5326-0839-5

### Chinesische Weblinks
- manchus.cn: Sushen
- Dongbei lishi dashi nianbiao (Wichtige Ereignisse der Geschichte Nordostchinas)
- Suzhen kao / Studies of Sushen